# Jiangling Motors
Jiangling Motors (abbreviato in JMC o semplicemente in Jiangling Automobile) è una casa automobilistica cinese fondata nel 1993 con sede a Nanchang (Jiangxi). Nata come sussidiaria del Gruppo Jiangling, in seguito è divenuta una joint venture quotata alla borsa di Shenzen controllata da JMCG, Changan e Ford.
Oggi Jiangling Motors produce  autovetture e veicoli commerciali con i marchi JMC e Ford.

## Storia
Jiangling Motors venne fondata da  Sun Min, allora presidente del gruppo Jiangling, con lo scopo di ampliare le attività dell’azienda al settore automobilistico. 
Già forte della partnership con Isuzu stipulata nell’aprile del 1993, la creazione di JMC serviva a raccogliere fondi per finanziare la realizzazione di una nuova fabbrica di motori per poter localizzare maggiormente in Cina la produzione dei veicoli commerciali Isuzu.
Nel dicembre del 1993, il 20% della JMC venne quotato alla Borsa di Shenzen e successivamente vennere avviati i lavori per la realizzazione della nuova fabbrica di motori che vennero completati nel 1995.
Al fine di ampliare le attività anche nel settore automobilistico, Sun Min era in cerca di un altro partner straniero e sempre nel 1995 venne stretto un accordo con Ford. La partnership prevedeva l’ingresso di Ford nell’azionario JMC e l’avvio della produzione in Cina di alcuni modelli della casa americana.  
Nel 1996 Ford acquisì il 20% di JMC e l’anno successivo venne avviato l’assemblaggio in complete knock down su licenza del modello Transit; il furgone aveva l’estetica del modello europeo 1994 e motori importati dall’Europa.
Nel 1997 viene lanciato il primo modello con il marchio JMC che altro non era che l’autocarro Isuzu Elf rimarchiato e leggermente modificato nell’estetica. Per evitare concorrenza con la stessa Jiangxi Isuzu, il modello JMC aveva un prezzo più basso ma anche interni e rifiniture di qualità più basse.
Nel 1998 Ford sale al 30% della proprietà.
Nel 2001 JMC lancia il suo primo pick-up, il Boarding, che altro non era che l’Isuzu TF rimarchiato. Dal Boarding ne deriverà anche una versione “chiusa” stile Station Wagon-SUV denominata Baowei. Tali modelli saranno rivenduti su licenza anche ad altri costruttori.
La gamma commerciali si allarga introducendo anche il furgone JMC Yunba, un Isuzu Fargo assemblato su licenza con un frontale ridisegnato.
Nel dicembre 2004 si ha una ristrutturazione di JMC: Jiangling Group (che era l’azionista di maggioranza) e Chang'an hanno investito 50 milioni di yuan ciascuno per la creazione della joint venture Jiangling Holdings Co., Ltd. Tale Jiangling Holdings diventerà il principale azionista di JMC con il 41% mentre Ford sale al 30%, il 20% resta quotato alla borsa di Shenzhen. 
Con la ristrutturazione viene inaugurato un nuovo centro di ricerca e sviluppo e viene avviata la costruzione di una nuova fabbrica di motori per conto di Ford.
Nell’ottobre 2010 viene lanciato il brand Yusheng con la presentazione del primo SUV denominato S350, progettato insieme a Ford e basato su una versione semplificata della piattaforma del Ford Ranger thailandese. Disegnato dall’italiana Tesco TS, lo Yusheng S350 è equipaggiato con motori di origine Mitsubishi (benzina) e Ford (diesel). L’anno successivo venne presentato il pick-up Yuhu (Vigus nei mercati di esportazione), derivato dall’S350. Sempre nel 2011 viene completato lo stabilimento di motori destinato a produrre il propulsore 3.0 Ford   JX4D30 diesel.
Nel dicembre 2012 Ford sale al 32% nell’azionario JMC.
Nel 2013 viene inaugurato il nuovo stabilimento di Xiaolan destinato a produrre autovetture e motori di origine Ford, l’anno successivo parte la produzione del fuoristrada Ford Everest.
Sempre nel 2013 viene acquistata la divisione Taiyuan Changan Heavy Vehicle che produceva su licenza trattori stradali Ford per la Cina; la Changan Taiyuan venne rinominata JMC Heavy Duty Vehicle (JMCH).
Nel 2016 viene avviata la produzione del modello Ford Transit Courier e la gamma JMC si espande con un secondo SUV, lo Yusheng S330 derivato dal Landwind X7 (Landwind era una partecipata del gruppo JMCG).
Dall’S330 sarà ricavato anche il modello Ford Territory venduto dal 2018 in Cina e Sud America.
Nel 2021 la controllata JMCH che produceva trattori stradali viene posta in vendita a causa delle vendite deludenti. 
Nel gennaio 2022 viene creata la joint venture Jiangling Ford Automobile Technology (Shanghai) Co., Ltd, partecipata al 51% da JMC e al 49% da Ford, destinata a produrre ulteriori modelli di automobili per conto di Ford.
Nel giugno 2023 viene lanciato il brand Jiangling Lexing dedicato agli autocarri elettrici; il primo modello è un camion elettrico basato sull’Isuzu N con design e tecnologia sviluppata in modo indipendente da JMC.

## Veicoli prodotti

### JMC (Jiangling)

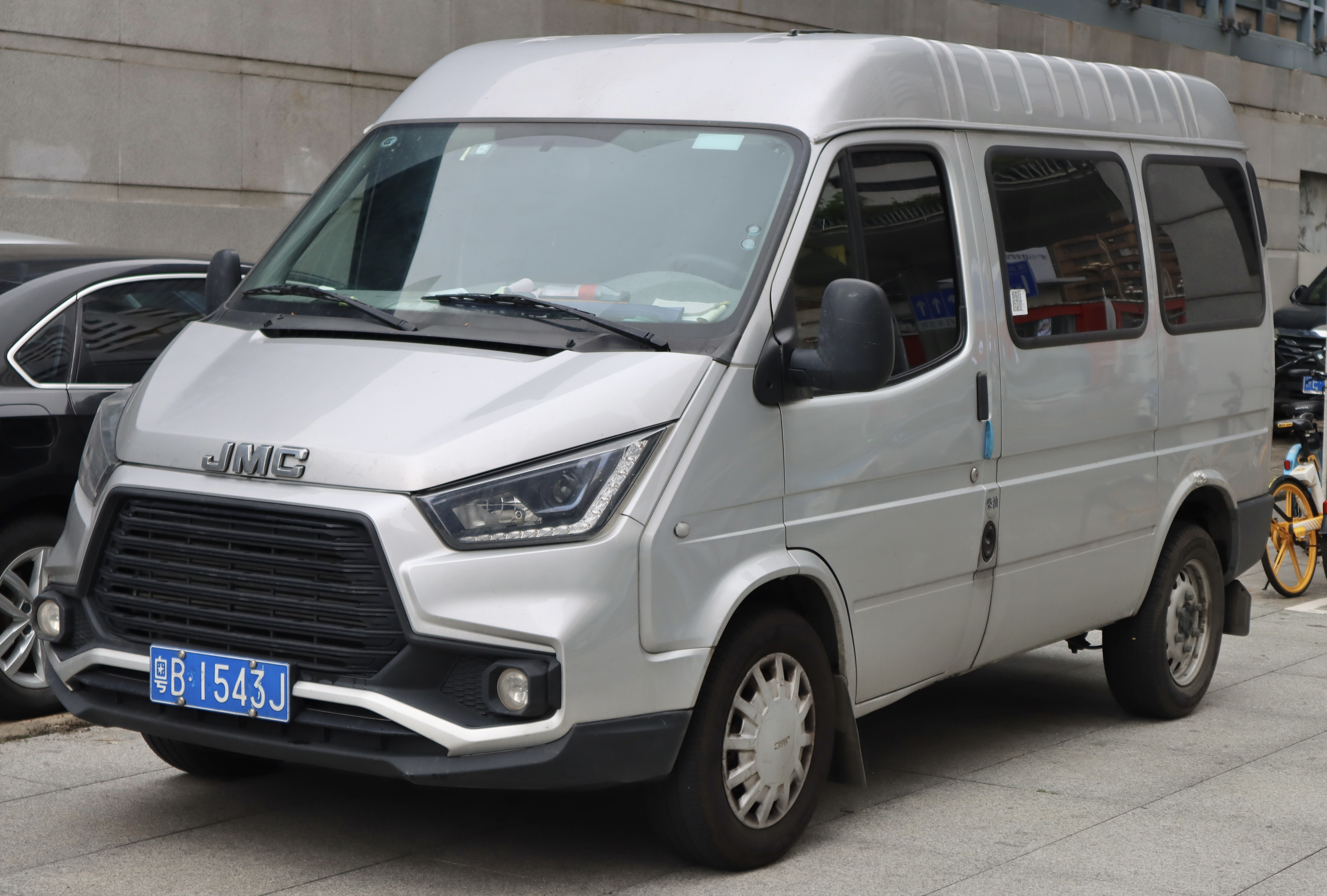
JMC Teshun

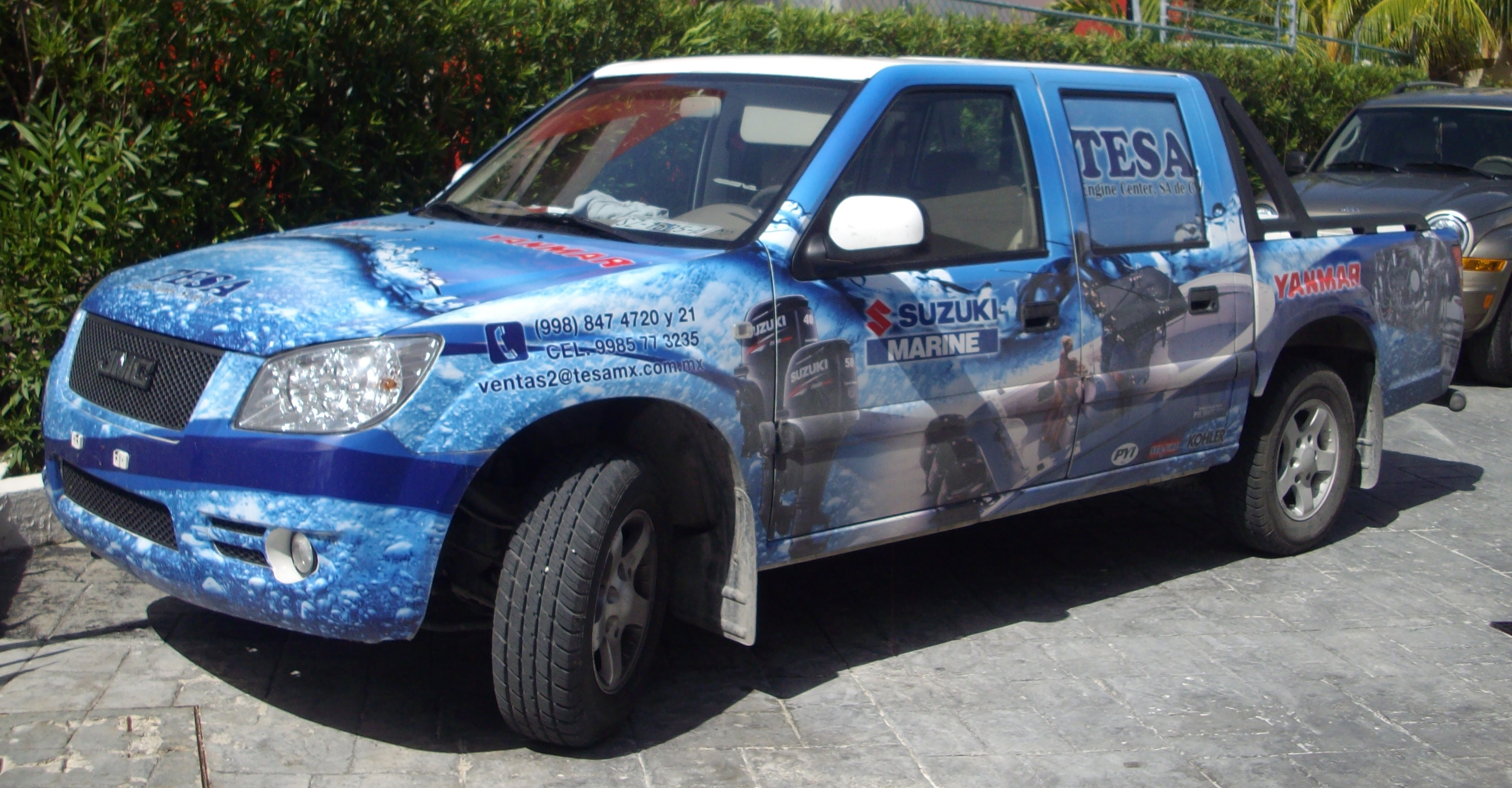
JMC Boarding

- JMC Teshun – Van, una versione rivista e aggiornata del vecchio Ford Transit
- JMC Fushun – Van
- JMC BaoWei - SUV (versione wagon del pick-up Boarding)
- JMC Boarding (noto anche come JMC Baodian) pickup
- JMC Yuhu - pickup (noto anche come JMC Vigus o Tiger, serie di pick-up introdotta nel 2012)
- JMC Qingka
- JMC Convey (noto anche come JMC Kaiwei)
- JMC Conquer (Kairui)
- JMC Carrying (Kaiyun)
- JMC Shunda
- JMC E-Lushun
- JMC Yusheng S330 SUV
- JMC Yusheng S350 SUV

### Lexing
- Lexing E-Road

### Ford
- Ford Transit
- Ford Transit Custom
- Ford Equator
- Ford Equator Sport
- Ford Everest
- Ford Ranger
- Ford Bronco
- Ford Territory